# Sargon Ier
Ne doit pas être confondu avec Sargon d'Akkad.
Pour les articles homonymes, voir Sargon.
Sargon Ier est un roi d'Assur, qui aurait régné vers le milieu du XXIIe siècle av. J.-C., de la dynastie de Puzur-Assur.